# Чемпіонат Сан-Марино з футболу 2002—2003
Чемпіонат Сан-Марино з футболу 2002—2003 — 18-й сезон чемпіонату Сан-Марино з футболу. Чемпіоном став «Доманьяно».
| Чемпіон Сан-Марино 2002—03 |
| -------------------------- |
| «Доманьяно» 3-й титул      |

## Учасники
У чемпіонаті брали участь 15 команд.
| Клуб              | Місто         |
| ----------------- | ------------- |
| Кайлунго          | Борго-Маджоре |
| Космос            | Серравалле    |
| Доманьяно         | Доманьяно     |
| Фаетано           | Фаетано       |
| Монтевіто         | Фйорентіно    |
| Фольгоре/Фальчано | Серравалле    |
| Ювенес-Догана     | Серравалле    |
| Ла Фіоріта        | Монтеджардіно |
| Лібертас          | Борго-Маджоре |
| Мурата            | Сан-Марино    |
| Пеннаросса        | К'єзануова    |
| Сан-Джованні      | Борго-Маджоре |
| Тре Фйорі         | Фйорентіно    |
| Тре Пенне         | Сан-Марино    |
| Віртус            | Аккуавіва     |

## Турнірна таблиця

### Група А
| М | Команда           | І  | В  | Н | П  | МЗ | МП | РМ  | О  | Кваліфікація або пониження в класі |
| - | ----------------- | -- | -- | - | -- | -- | -- | --- | -- | ---------------------------------- |
| 1 | Пеннаросса        | 20 | 12 | 4 | 4  | 48 | 22 | +26 | 40 | Кваліфікація у Плей-оф             |
| 2 | Мурата            | 20 | 11 | 6 | 3  | 41 | 25 | +16 | 39 | Кваліфікація у Плей-оф             |
| 3 | Кайлунго          | 20 | 10 | 8 | 2  | 40 | 19 | +21 | 38 | Кваліфікація у Плей-оф             |
| 4 | Фаетано           | 20 | 10 | 6 | 4  | 31 | 19 | +12 | 36 |                                    |
| 5 | Фольгоре/Фальчано | 20 | 6  | 7 | 7  | 24 | 27 | −3  | 25 |                                    |
| 6 | Монтевіто         | 20 | 1  | 6 | 13 | 21 | 48 | −27 | 9  |                                    |
| 7 | Ла Фіоріта        | 20 | 2  | 1 | 17 | 11 | 54 | −43 | 7  |                                    |

Джерела: soccerway.com
Правила класифікації: 
1) очок; 2) очок в очних зустрічах; 3) різниця м'ячів в очних зустрічах; 4) забито м'ячів в очних зустрічах; 5) різниця м'ячів; 6) кіл-ть забитих м'ячів.
(Ч) = Чемпіон; (Пн)/(В) = Понижено в класі/Вибув; (Пв) = Підвищення в класі; (ПП) = Переможець плей-оф; (Н) = Перехід до наступного раунду. 
Застосовується тільки коли сезон ще не закінчений: 
(К) = Кваліфікований до раунду турніру; (КН) = Кваліфікований до турніру, але не до конкретного раунду; (Д) = Дискваліфікований з турніру.

Head-to-Head: used when head-to-head record is used to rank tied teams.

### Група B
| М | Команда       | І  | В  | Н  | П  | МЗ | МП | РМ  | О  | Кваліфікація або пониження в класі         |
| - | ------------- | -- | -- | -- | -- | -- | -- | --- | -- | ------------------------------------------ |
| 1 | Доманьяно Ч   | 21 | 11 | 6  | 4  | 32 | 18 | +14 | 39 | Кваліфікаційний раунд Кубка УЄФА 2003–2004 |
| 2 | Лібертас      | 21 | 10 | 4  | 7  | 32 | 22 | +10 | 34 | Кваліфікація у Плей-оф                     |
| 3 | Віртус        | 21 | 8  | 8  | 5  | 32 | 27 | +5  | 32 | Кваліфікація у Плей-оф                     |
| 4 | Тре Пенне     | 21 | 7  | 9  | 5  | 30 | 27 | +3  | 30 |                                            |
| 5 | Космос        | 21 | 5  | 10 | 6  | 29 | 38 | −9  | 25 |                                            |
| 6 | Ювенес-Догана | 21 | 4  | 11 | 6  | 23 | 28 | −5  | 23 |                                            |
| 7 | Тре Фйорі     | 21 | 4  | 8  | 9  | 25 | 32 | −7  | 20 |                                            |
| 8 | Сан-Джованні  | 21 | 4  | 4  | 13 | 24 | 37 | −13 | 16 |                                            |

Джерела: soccerway.com
Правила класифікації: 
1) очок; 2) очок в очних зустрічах; 3) різниця м'ячів в очних зустрічах; 4) забито м'ячів в очних зустрічах; 5) різниця м'ячів; 6) кіл-ть забитих м'ячів.
(Ч) = Чемпіон; (Пн)/(В) = Понижено в класі/Вибув; (Пв) = Підвищення в класі; (ПП) = Переможець плей-оф; (Н) = Перехід до наступного раунду. 
Застосовується тільки коли сезон ще не закінчений: 
(К) = Кваліфікований до раунду турніру; (КН) = Кваліфікований до турніру, але не до конкретного раунду; (Д) = Дискваліфікований з турніру.

Head-to-Head: used when head-to-head record is used to rank tied teams.

## Плей-оф
У Плей-оф брали участь 3 найкращі команди кожної групи. Команда, яка програла двічі, вибуває.

### Перший раунд
| 4 квітня 2003 |

| Мурата | 3-2 | Віртус |
| ------ | --- | ------ |
|        |     |        |

|  |

| 4 квітня 2003 |

| Лібертас | 2-1 | Кайлунго |
| -------- | --- | -------- |
|          |     |          |

|  |

### Другий раунд
| 8 квітня 2003 |

| Доманьяно | 4-1 | Мурата |
| --------- | --- | ------ |
|           |     |        |

|  |

| 8 квітня 2003 |

| Пеннаросса | 3-2 | Лібертас |
| ---------- | --- | -------- |
|            |     |          |

|  |

### Третій раунд
| 12 квітня 2003 |

| Кайлунго | 2-4 (дч) | Мурата |
| -------- | -------- | ------ |
|          |          |        |

|  |

| 12 квітня 2003 |

| Віртус | 0-1 | Лібертас |
| ------ | --- | -------- |
|        |     |          |

|  |

### Четвертий раунд
| 14 квітня 2003 |

| Доманьяно | 0-0 (пен. 4:5) | Пеннаросса |
| --------- | -------------- | ---------- |
|           |                |            |

|  |

| 18 квітня 2003 |

| Мурата | 3-3 (пен. 3:4) | Лібертас |
| ------ | -------------- | -------- |
|        |                |          |

|  |

### Півфінал
| 25 квітня 2003 |

| Доманьяно | 5-1 (дч) | Лібертас |
| --------- | -------- | -------- |
|           |          |          |

|  |

### Фінал
| 5 травня 2003 |

| Пеннаросса | 1-2 | Доманьяно |
| ---------- | --- | --------- |
|            |     |           |

|  |